# Dận Hựu
Doãn Hựu (tiếng Mãn: ᠶᡡᠨ ᡳᡠ, Möllendorff: Yūn Io, chữ Hán: 允祐; 19 tháng 8 năm 1680 – 18 tháng 5 năm 1730) là hoàng tử thứ 7 tính trong số những người con sống tới tuổi trưởng thành của Thanh Thánh Tổ Khang Hi Đế.

## Tiểu sử
Doãn Hựu nguyên danh là Dận Hựu (chữ Mãn: ᡳᠨ ᡳᡠ, chữ Hán: 胤祐), sinh vào giờ Tý ngày 15 tháng 7 (âm lịch) năm Khang Hi thứ 19 (1680), là con trai duy nhất của Thành phi. Không may mắn như những người anh em khác của mình, khi sinh ra ông bị mắc dị tật ở chân làm việc đi đứng trở nên khó khăn. Thuở thiếu thời, ông từng được Khang Hi Đế khen ngợi là người "tâm tính thiện lương, cử chỉ hòa ái dễ gần". Khang Hi Đế từ lâu đã có ý định để ông làm con thừa tự của Thuần Tĩnh Thân vương Long Hi, vì vậy tế thần hằng năm hằng tháng trong nội đình đều không có Dận Hựu. Trong các văn kiện được công bố, các A Ca thường được xưng là "Mỗ cung A ca" hoặc "Mỗ sở A ca", duy chỉ có ông xưng là "Thất A ca", dường như nói rõ ông vốn không ở trong nội đình.
Năm thứ 35 (1696), khi Khang Hi Đế thân chinh dẹp loạn Cát Nhĩ Đan, ông thống lĩnh Tương Hoàng kỳ đại doanh. 2 năm sau, tháng 3, ông được phong làm Bối lặc. Năm thứ 47 (1708), lúc Khang Hi Đế bị bệnh, ông từng cùng Dận Chỉ, Dận Chân, Dận Kì "ngày đêm hầu hạ, dùng dược điều trị". Năm thứ 48 (1709), tháng 10, ông tiếp tục được phong làm Thuần Quận vương (淳郡王). Năm thứ 51 (1712), cùng Dận Chỉ, Dận Chân, Dận Kì, Dận Ngã đều được thưởng 5000 lượng bạc. Năm thứ 57 (1718), Mãn Châu Chính Lam kỳ Đô thống Duyên Tín xuất chinh Tây Thùy, ông phụng mệnh quản Chính Lam kỳ Mãn Châu, Mông Cổ, Hán quân sự vụ. Năm thứ 61 (1722), Khang Hi Đế băng hà, Ung Chính Đế nối ngôi đã yêu cầu tất cả các anh em phải đổi chữ "Dận" thành chữ "Doãn" để tránh kỵ huý. Vì vậy ông đổi tên là Doãn Hựu.
Năm Ung Chính nguyên niên (1723), ông tiến phong Thuần Thân vương (淳親王), phụng mệnh quản lý sự vụ của 4 kỳ Tương Hoàng, Chính Bạch, Tương Bạch, Chính Lam kỳ. Năm thứ 8 (1730), tháng 4, ông qua đời, thọ 51 tuổi, thụy Thuần Độ Thân vương (淳度親王).

## Gia quyến

### Thê thiếp
- Đích Phúc tấn: Cáp Đạt Na Lạp thị (納喇氏), con gái của Phó Đô thống Pháp Khách (法喀), cháu nội của Đô thống Cát Nhĩ Hán (噶尔汉), tằng tôn nữ của Kinh xa Đô úy Binh bộ Thượng thư Cát Đạt Hồn (噶达浑).
- Trắc Phúc tấn:
  - Nạp Lạp thị (納喇氏), con gái của Hàn Sở Hãn (韓楚翰).
  - Ba Nhĩ Đạt thị (巴爾達氏), con gái của Cát Nhĩ Tái (噶爾賽).
- Thứ thiếp: 
  - Lý Giai thị (李佳氏), con gái của Lý Liên Khoa (李聯科).
  - Y Nhĩ Căn Giác La thị (伊爾根覺羅氏), con gái của Bao y Tam lĩnh Bá Bá (伯霸).
  - Phú Sát thị (富察氏), con gái của Tây Đặc Khố (西特庫).
  - Trần thị (陳氏), con gái của Tát Cáp Tháp (薩哈塔).

### Hậu duệ

#### Con trai
1. Hoằng Thự (弘曙; 1697 – 1738), mẹ là Trắc Phúc tấn Nạp Lạp thị, được phong Thế tử (1723), bị tước phong hiệu năm 1727.
2. Hoằng Trác (弘晫; 1700 – 1746), mẹ là Trắc Phúc tấn Nạp Lạp thị, được phong Phụng ân Phụ quốc Tướng quân (1743).
3. Tam tử (1702 – 1703), chết non, mẹ là Thứ thiếp Y Nhĩ Căn Giác La thị.
4. Hoằng Hân (弘昕; 1702 – 1712), chết yểu, mẹ là Trắc Phúc tấn Nạp Lạp thị.
5. Ngũ tử (1705 - 1709), chết yểu, mẹ là Thứ thiếp Lý Giai thị.
6. Hoằng Cảnh (弘暻; 1711 – 1777), mẹ là Trắc Phúc tấn Ba Nhĩ Đạt thị, được phong Thế tử (1727), sau phong Thuần Quận vương (1730), qua đời được truy thụy Thuần Thận Quận vương (淳慎郡王).
7. Hoằng Thái (弘泰; 1720 – 1757), mẹ là Thứ thiếp Trần thị, được phong Tam đẳng Phụng quốc Tướng quân (1743).

#### Con gái
1. Trưởng nữ (1696 – 1720), được phong Quận chúa, mẹ là Trắc Phúc tấn Nạp Lạp thị. Tháng 12 năm Khang Hi thứ 52 (1713), hạ giá lấy Trát Tát Khắc Đạt Nhĩ Hán Quận vương Xuy Trung (吹忠) của Nại Mạn kỳ.
2. Nhị nữ (1699 – 1732), được phong Quận chúa, mẹ là Trắc Phúc tấn Nạp Lạp thị. Tháng 8 năm Khang Hi thứ 56 (1717), hạ giá lấy Tam đẳng Đài cát Đa Nhĩ Tể Lạp (多尔济拉) thuộc Ngao Hán bộ.
3. Tam nữ (1699 – 1702), chết yểu, mẹ là Đích Phúc tấn Nạp Lạp thị.
4. Tứ nữ (1700 – 1709), chết yểu, mẹ là Thứ thiếp Lý Giai thị.
5. Ngũ nữ (1701 – 1729), được phong Quận chúa, mẹ là Đích Phúc tấn Nạp Lạp thị. Tháng 9 năm Khang Hi thứ 57 (1718), hạ giấy lấy Bảo Tiến Chi (保进之) thuộc Ôn Đô thị.
6. Lục nữ (1709 – 1710), chết non, mẹ là Thứ thiếp Y Nhĩ Căn Giác La thị.
7. Thất nữ (1710 – 1742), được phong Quận chúa, mẹ là Thứ thiếp Lý Giai thị. Tháng 8 năm Ung Chính thứ 9 (1731), hạ giá lấy Sắc Bố Đằng Đa Nhĩ Tế (色卜腾多尔济) thuộc Bác Nhĩ Tế Cát Đặc thị thuộc Khoa Nhĩ Thấm bộ.
8. Bát nữ (1720 – 1722), chết yểu, mẹ là Thứ thiếp Trần thị.
9. Cửu nữ (1726 – 1745), được phong Huyện chúa, mẹ là Thứ thiếp Phú Sát thị. Tháng 12 năm Càn Long thứ 6 (1741), hạ giá lấy Bối tử Hô Đồ Lăng A (瑚图凌阿) của Khách Nhĩ Thấm tả kỳ. Sau khi Huyện chúa qua đời, Hô Đồ Lăng A tái giá với trưởng nữ của Thái Quận vương Hoằng Xuân, tức cháu nội của Tuân Quận vương Dận Trinh, vào tháng 2 năm 1746.
10. Thập nữ (1728 – 1730), chết yểu, mẹ là Thứ thiếp Phú Sát thị.